# Alen Avdić
Alen Avdić (n. 3 aprilie 1977, Sarajevo, Republica Socialistă Bosnia și Herțegovina, RSF Iugoslavia) este un fost fotbalist bosniac.
În 1999, Avdić a jucat 3 de meciuri pentru echipa națională a Bosniei-Herțegovina.

## Statistici
| Bosnia și Herțegovina | Bosnia și Herțegovina | Bosnia și Herțegovina |
| An                    | Meciuri               | Goluri                |
| --------------------- | --------------------- | --------------------- |
| 1999                  | 3                     | 0                     |
| Total                 | 3                     | 0                     |